# Johann Wolff (Amtmann)

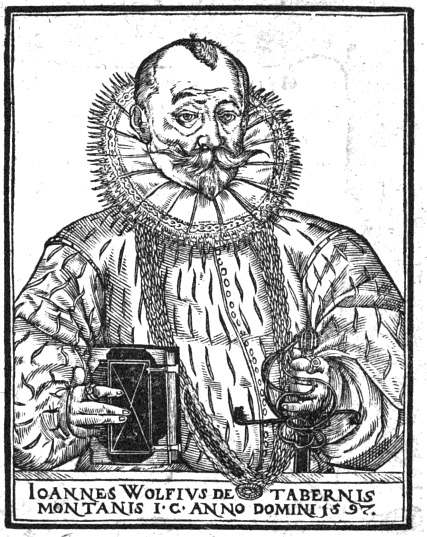
Porträt 1597

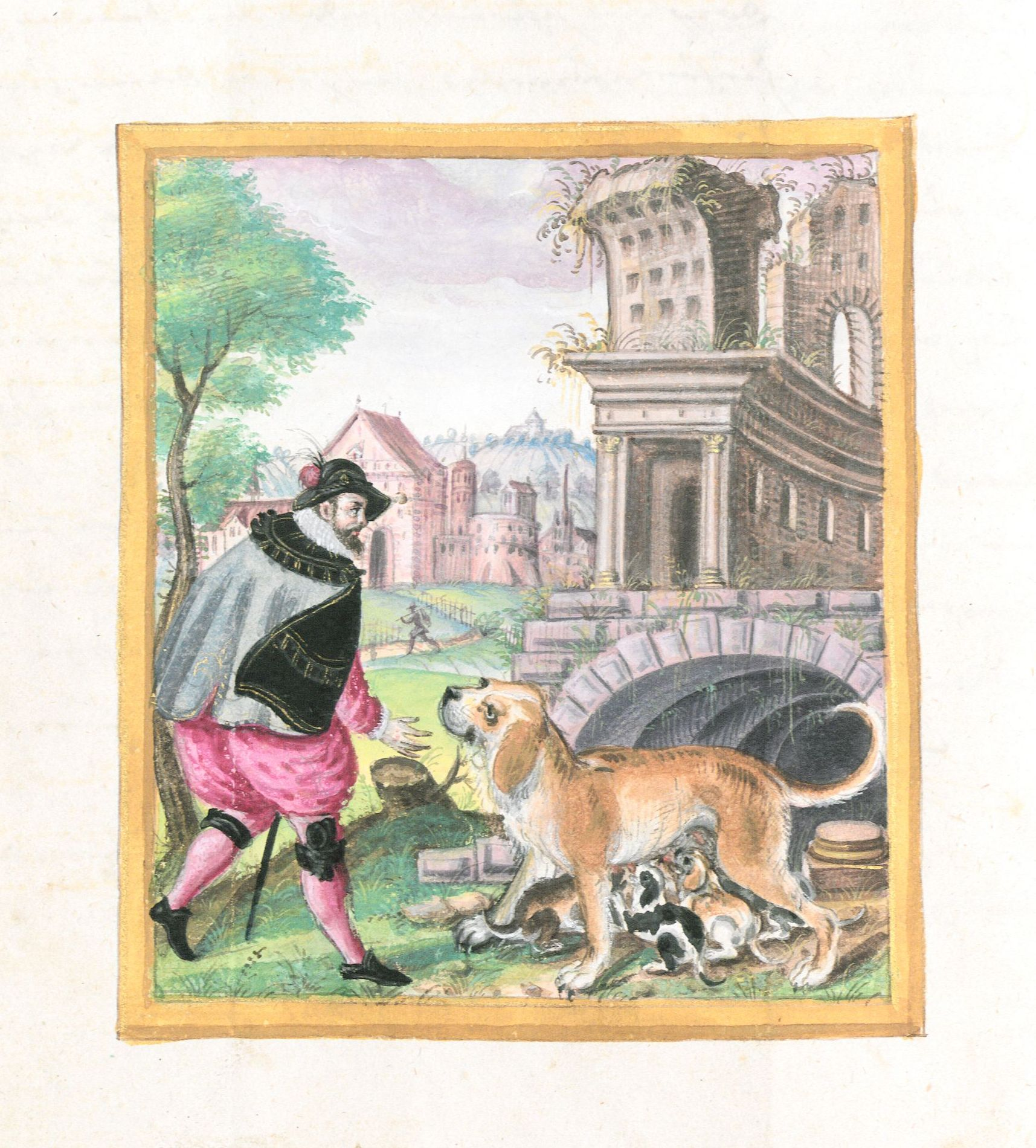
Aquarell aus Cod. cam. fol. 3 der WLB Stuttgart: Johann Wolffs Übersetzung von Jacques du Fouilloux: La vénerie (Von der Jagd)

Johann Wolff, auch Wolf, (* 10. August 1537 in Bergzabern; † 23. Mai 1600 in Mundelsheim) war ein deutscher Jurist, Diplomat, Übersetzer, Historiker und Theologe.

## Leben
Johann Wolff war der Sohn des Bergzaberner Amtmanns und Bürgermeisters Wolfgang Wolff (ca. 1500–1590) und der Katharina Heygelin (1505–1595).
Er besuchte ab 1552 das Gymnasium in Straßburg und nahm 1557 ein Studium der Theologie und Philosophie an der Universität Wittenberg auf. Im Jahr 1560 wechselte er an die Universität Tübingen und studierte dort bis 1564. Anschließend begann er an der Universität Bourges Rechtswissenschaft zu studieren und setzte dieses Studium an der Universität Angers und schließlich an der Universität Dôle fort, wo er 1568 promoviert wurde.
Nach Studienabschluss war er am Reichskammergericht in Speyer als Referendar tätig, bis er von Herzog Wolfgang von Pfalz-Zweibrücken als Rat nach Meisenheim berufen wurde. Anfang 1569 übertrug ihm Herzog Wolfgang eine erste diplomatische Mission, eine Reise zu Caterina de’ Medici. Nach Wolfgangs Tod wurde Wolff von dessen Nachfolger Johann I. weiter als Diplomat eingesetzt.
Im Jahr 1573 wechselte Wolff, wohl aufgrund seiner Heirat mit der Tochter des badischen Kanzlers, in den Dienst des Markgrafen Karl II. von Baden-Durlach. Bereits 1574 wurde er Amtmann der Herrschaft Mundelsheim und übte dieses Amt bis zum Verkauf des Amtes an das Herzogtum Württemberg (1595) aus. Nebenher widmete er sich in dieser Zeit seiner übersetzerischen und publizistischen Tätigkeit. Bei dem Frankfurter Drucker André Wechel veröffentlichte Wolff von ihm verbesserte ältere Chroniken: von Albert Krantz die Regnorum Aquilonarum Chronica (1575) und die Metropolis (1576), von Robert Gaguin das Compendium de origine et gestis francorum (1577).
Als früher Jagdschriftsteller übersetzte er französische Werke ins Deutsche: 1578/79 La vénerie von Jacques du Fouilloux (Von der Jagd) und 1580 La chasse du loup von Jean de Clamorgan (Wolfsjagd), die beide als illuminierte Handschriften in der Württembergischen Landesbibliothek Stuttgart überliefert sind und 1590 von Bernhard Jobin in einem Band New Jaegerbuch gedruckt wurden. 1584 legte er ein New Falcknereybuch vor (Handschrift in der Badischen Landesbibliothek).
Ab 1594 lebte er in der Reichsstadt Heilbronn und beschäftigte sich mit der Abfassung eines sehr umfangreichen theologischen Werks von mehr als 2000 Seiten. Es behandelte, gegen die katholische Kirche gerichtet, die Kirchengeschichte. Es wurde in seinem Todesjahr als Lectionum memorabilium et reconditarum centenarii XVI in Lauingen in zwei Bänden gedruckt.
Wolffs Grabmal und die Grabmäler einiger Verwandter sind in der Mundelsheimer Kilianskirche erhalten geblieben.

## Familie
Wolff heiratete 1572 Maria Magdalena Achtsynit, die einzige Tochter des badischen Kanzlers Martin Achtsynit (Amelius) (1526–1592). Sie starb 1581. Im Jahr 1582 heiratete er in zweiter Ehe Christina von Bühel, und nachdem diese 1591 gestorben war, 1592 in dritter Ehe die Heilbronner Witwe Barbara Schaiblin, geborene Rollwag (um 1570–1635), die ihn überlebte. Aus erster Ehe hatte er eine Tochter Susanne, aus zweiter Ehe wiederum eine Tochter und aus der dritten Ehe drei Töchter und zwei Söhne, darunter den späteren Bürgermeister von Heilbronn Johann Wolff.

## Werke
- Albert Krantz: Regnorum Aquilonarum [...] Chronica. Frankfurt am Main 1575 MDZ München

- Albert Krantz: Ecclesiastica Historia, Sive Metropolis. Frankfurt am Main 1576 MDZ München

- Roberto Gaguini Rerum Gallicarum Annales. Frankfurt am Main 1577 MDZ München

- New Jaegerbuch. Straßburg 1590 Google Books

- Lectiones memorabiles. 2 Bände. Erstausgabe Lauingen 1600.
  - Bd. 1: Google Books, MDZ München
  - Bd. 2: Staatsbibliothek zu Berlin, MDZ München

- Jagdbuch 1579, Württembergische Landesbibliothek Stuttgart Cod.cam.et.oec.fol.3 Digitalisat
- Jagdbuch für die Wolfsjagd 1580, Württembergische Landesbibliothek Stuttgart Cod.cam.et.oec.fol.4 Digitalisat
- Falknereibuch 1584, Badische Landesbibliothek, Cod. Rastatt 7 Digitalisat

Handschriftlicher Nachlass: Vier Bände einer umfangreichen Dokumentensammlung Wolfs sind in der Schlossbibliothek Pommersfelden als Cod. 245–248 vorhanden.